# Stadtwerke EVB Huntetal
Die Stadtwerke EVB Huntetal GmbH sind ein kommunaler Energiedienstleister im Landkreis Diepholz. Das Netzgebiet umfasst die Stadt Diepholz, die Samtgemeinden Barnstorf und Rehden, sowie die Gemeinde Wagenfeld. Darüber hinaus werden Produkte und Dienstleistungen auch außerhalb des Netzgebiets vertrieben. Zu den Hauptgeschäftsfeldern zählen Strom, Erdgas, Fernwärme, Wasser und der Betrieb von zwei Freibädern und einem Hallenbad.

## Geschichte
Das erste Diepholzer Gaswerk wurde 1903 in Verbindung mit dem Bau eines Kohlekraftwerkes erbaut und hierfür die „Gaswerk Diepholz AG“ gegründet. Diese wurde 1922 aufgelöst und als „Städtisches Gaswerk Diepholz“ von der Kommune übernommen. Mit dem Beginn der Stromversorgung 1928 wurde das Gaswerk zum „Städtischen Gas- und Elektrizitätswerk Diepholz“.
1933/34 mit Beginn der Wasserversorgung firmierte es als „Städtischen Gas-, Wasser- und Elektrizitätswerk Diepholz“. 1962 wurde von Stadtgas auf Erdgas umgestellt. 1979 kooperierten das „Städtische Gas- und Elektrizitätswerk Diepholz“ und die „EVB Energieversorgung Barnstorf GmbH“. Der Diepholzer Eigenbetrieb wurde 1982 in die „Stadtwerke Diepholz GmbH“ umgewandelt.
Die „Stadtwerke Diepholz GmbH“ und die „EVB Energieversorgung Barnstorf“ fusionierten 2001 endgültig zur Stadtwerke EVB Huntetal GmbH mit Sitz in Diepholz.

## Struktur und Beteiligungen

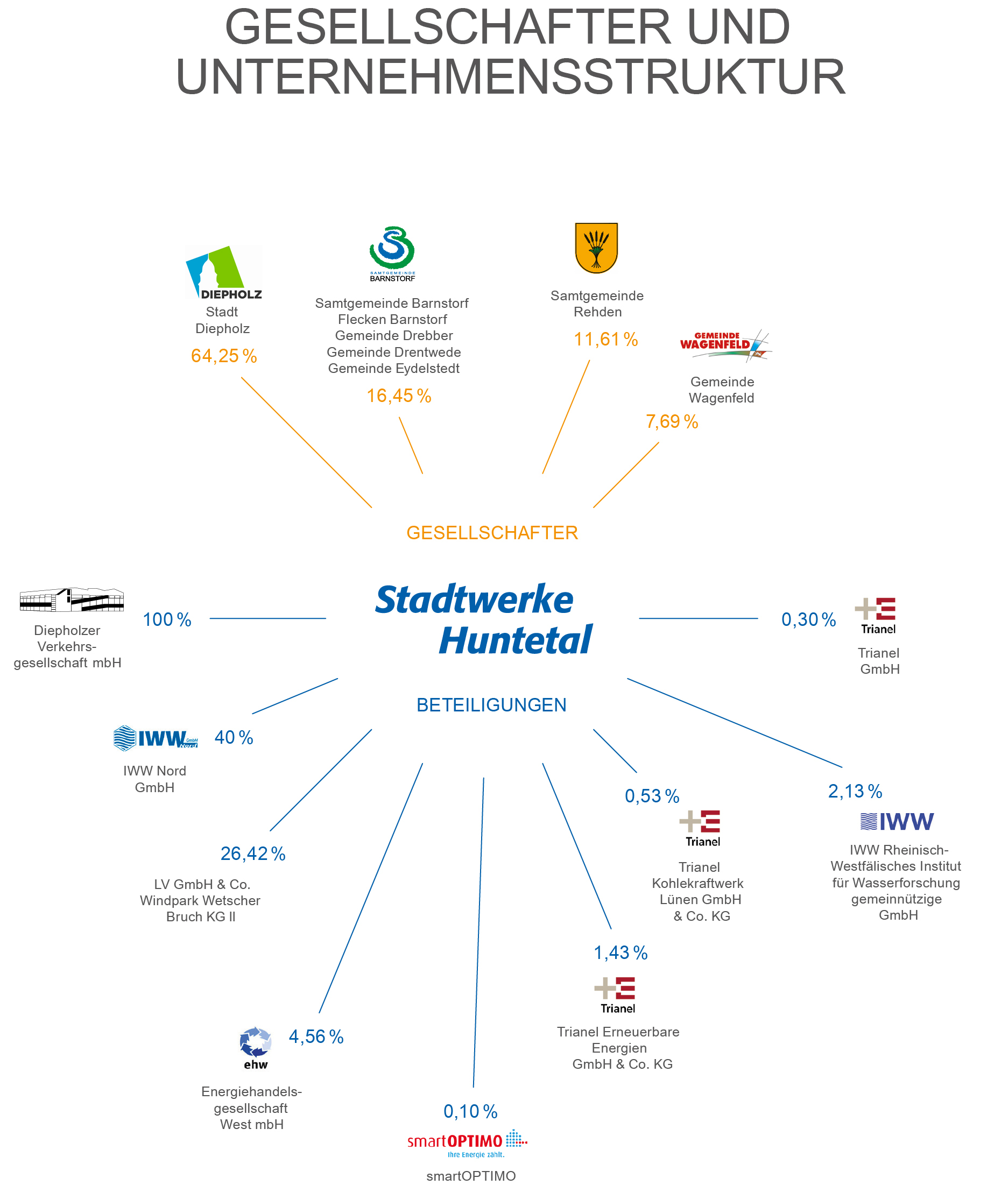
Gesellschafter und Unternehmensstruktur der Stadtwerke Huntetal

Die Stadtwerke Huntetal sind ein zu 100 % kommunales Unternehmen. Gesellschafter sind:
- 64,25 % Stadt Diepholz
- 16,45 % Samtgemeinde Barnstorf
- 11,61 % Samtgemeinde Rehden
- 7,69 % Gemeinde Wagenfeld

Die Stadtwerke sind an folgenden Unternehmen beteiligt:
- 100 % Diepholzer Verkehrsgesellschaft mbH (Parkhaus an der Hinterstraße in Diepholz)
- 40 % IWW Nord GmbH[4]
- 26,42 % LV GmbH & Co. Windpark Wetscher Bruch KG II
- 4,56 % Energiehandelsgesellschaft West mbH[5]
- 2,13 % IWW Rheinisch-Westfälisches Institut für Wasserforschung gemeinnützige GmbH[6]
- 1,43 % Trianel Erneuerbare Energien GmbH & Co. KG[7]
- 0,53 % Trianel Kohlekraftwerk Lünen GmbH & Co. KG[8]
- 0,30 % Trianel GmbH[9]
- 0,10 % smartOPTIMO[10]

## Versorgungsgebiet

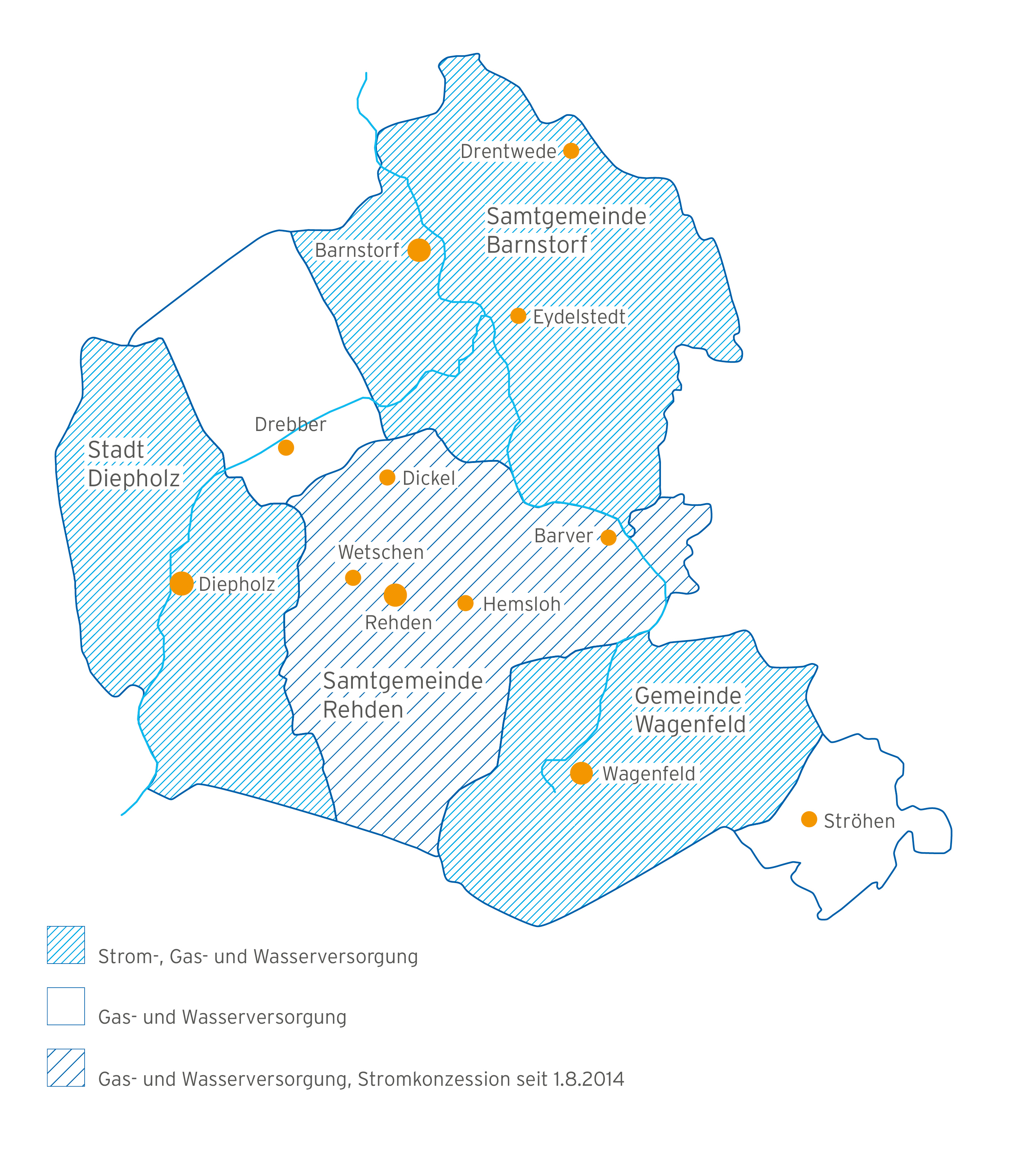
Netzgebietskarte der Stadtwerke Huntetal

Das Netzgebiet der Stadtwerke Huntetal erstreckt sich über die Stadt Diepholz, die Samtgemeinden Barnstorf und Rehden sowie die Gemeinde Wagenfeld mit einer Einwohnerzahl von ca. 42.000 und einer Fläche von etwa 556 km². Die Stadtwerke sind Betreiber der Strom-, Gas- und Wassernetze in den Gesellschafterkommunen. Ausnahme sind die Stromleitungsnetze in der Gemeinde Drebber (Betreiber: Westnetz) und im Wagenfelder Ortsteil Ströhen (Betreiber: Avacon).
Das Stromleitungsnetz hat eine Länge von über 1.270 km, das Gasleitungsnetz erstreckt sich über 1.200 km und das Wassernetz hat eine Länge von ca. 1.300 km.

## Wasserwerke
Die zwei Wasserwerke der Stadtwerke Huntetal in St. Hülfe und Wagenfeld versorgen Haushalte, Firmen und landwirtschaftliche Betriebe in ihrem Versorgungsgebiet mit Trinkwasser. Das Rohwasser wird zu 100 % aus Grundwasser gewonnen und mit modernen Wasseraufbereitungsverfahren zu hochwertigem Trinkwasser aufbereitet.

## Bäder
Die Stadtwerke Huntetal betreiben drei Bäder: das Hallenbad Delfin und das Freibad Müntepark in Diepholz sowie das Freizeitbad Hunteholz in Barnstorf.

## Wasserlabor
Das akkreditierte Wasserlabor IWW Nord GmbH in Diepholz bietet als Tochtergesellschaft der Stadtwerke Huntetal Dienstleistungen rund um das Thema Wasseranalytik, Trinkwasser, Abwasser, industrielle Brauch- und Prozesswässer sowie Schwimmbadwässern an.

## E-Mobilität
Die Stadtwerke betreiben für die Elektromobilität einige Ladesäulen für E-Autos und -Fahrräder. Diese sind angeschlossen am Stadtwerke-Verbund ladenetz.de.

## Kritik
Die Stadtwerke EVB Huntetal sind Ende des Jahres 2021 deutlich in die Kritik der Medien geraten. Hintergrund war die fristlose Entlassung des langjährigen Geschäftsführers Waldemar Opalla im Februar 2020. Das Landgericht Verden hatte am 14. Juni 2021 geurteilt, dass die außerordentliche Kündigung nicht rechtens war. Die Stadtwerke Huntetal gingen unter hoher Anwaltskosten (aus Kreisen der Kommunalpolitik wurden diese auf „weit über 600.000 EUR“ beziffert) in Berufung vor dem Oberlandesgericht (OLG) Celle. Auf Empfehlung des OLG wurde die Berufung seitens der Stadtwerke Huntetal im Dezember 2021 zurückgenommen. Der Anstellungsvertrag des freigestellten Geschäftsführers Waldemar Opalla läuft bis Ende 2025 weiter.